# Vincetoxicum biondioides
Vincetoxicum biondioides är en oleanderväxtart som först beskrevs av Wen Tsai Wang, och fick sitt nu gällande namn av Cheng Yih Wu och D. Z. Li. Vincetoxicum biondioides ingår i släktet tulkörter, och familjen oleanderväxter. Inga underarter finns listade i Catalogue of Life.